# Alain Pasquier
Alain Jean Pasquier (geboren am 1. August 1942 in Fontainebleau) ist ein französischer Klassischer Archäologe und langjähriger Leiter der Antikenabteilung des Louvre in Paris. Sein Spezialgebiet ist die antike Plastik.
Alain Pasquier stammt aus einer Musikerfamilie. Sein Vater war der Bratschist Pierre Pasquier (1902–1986), Alains Brüder sind der Bratschist Bruno Pasquier und der Geiger Régis Pasquier.
Alain Pasquier studierte ab 1962 Lettres an der École Normale Supérieure in Paris, einer der Grandes écoles Frankreichs. Nach der Agrégation im Jahr 1966 arbeitete er bis 1968 als Lehrer am Lycée Descartes in Rabat, der Hauptstadt Marokkos. Von 1968 bis 1969 war er Assistent für griechische Literatur an der Universität Bordeaux, von 1969 bis 1971 Assistent für griechische Archäologie an der Sorbonne. Im Jahr 1971 wurde er Mitglied der École française d’Athènes, der er bis 1974 angehörte.
Im Anschluss begann er 1974 seine Laufbahn als Museumskonservator an der Abteilung für griechische, etruskische und römische Altertümer des Louvre in Paris. 1984 übernahm er die Leitung dieser Abteilung als Chefkonservator. In dieser Position war er verantwortlich für Neukonzeption und Umsetzung der Reorganisation dieser Abteilung des Louvre. 1988 wurde er Generalinspekteur der französischen Museen (Inspecteur général des musées de France), ein Jahr später Generalkonservators des Kulturerbes (Conservateur général du Patrimoine). 2007 trat er in den Ruhestand und erhielt den Titel eines Conservateur général honoraire du Patrimoine. Sein Nachfolger wurde Jean-Luc Martinez.
Alain Pasquier war am Louvre verantwortlich für wichtige Ausstellungen, unter anderem für Mer Egée – Grèce des Îles (1979, mit François Villard); Éros Grec. Amour des Dieux et des Hommes (1989/90 im Grand Palais, mit Nikolaos Kaltsas); Euphronios. Peintre à Athènes au VIe siècle av. J.-C. (1990, mit Martine Denoyelle) und die Praxiteles-Ausstellung (2007, mit Jean-Luc Martinez).
Neben seiner Tätigkeit am Museum lehrte er von 1974 bis 2008 als Professor für griechische Archäologie und für Sammlungsgeschichte an der École du Louvre. Darüber hinaus lehrte er griechische Kunst an der Fondation Rachel Boyer (1974–1980), griechische Keramik am Institut français de Restauration des Œuvres d’Art (1978–1986) und an der Université Paris 1 Panthéon-Sorbonne (1978), griechische Plastik an der Université Paris-Sorbonne (1979) und griechische Keramik an der École supérieure normale in Paris (1995–2007). 
Im Jahr 2018 wurde er Präsident der Fondation Jacquemart-André am Institut de France.
Alain Pasquier, korrespondierendes Mitglied des Deutschen Archäologischen Instituts und Ehrenmitglied der Archäologischen Gesellschaft Athen, wurde vielfach dekoriert. So ist er außer mit dem Offiziersrang im Orden Palmes académiques als Kommandeur des Ordre des Arts et des Lettres (1996), als Ritter (1997) und Offizier (2008) der Ehrenlegion und als Offizier des Ordre national du Mérite (2003) ausgezeichnet worden. Im Jahr 2003 wurde er korrespondierendes, 2013 ordentliches Mitglied der Académie des inscriptions et belles-lettres.

## Veröffentlichungen (Auswahl)
- La Vénus de Milo et les Aphrodites du Louvre. Éditions de la Réunion des musées nationaux, Paris 1985, ISBN 2-7118-0256-6.
- mit Jean-Luc Martinez: 100 chefs-d’œuvre de la sculpture grecque au Louvre. Musée du Louvre éditions, Paris 2007, ISBN 978-2-35031-112-8.